# DE-CIX
Deutscher Commercial Internet Exchange  (DE-CIX) es el punto de intercambio de internet –o punto neutro- más importante a nivel mundial en lo que se refiere al tráfico de datos  con una velocidad de transferencia de más de 48 terabits por segundo (Tbit/s). Se trata de una organización alemana  que ofrece servicios de interconexión de alta gama y tiene diversos operadores así como puntos de intercambio de internet a nivel internacional.  DE-CIX dispone de puntos neutros en Fráncfort del Meno, Hamburgo, Múnich, Nueva York City, Dallas, Dubái, Palermo, Marsella, Mumbai, Estambul y, desde 2016, en Madrid. De la gestión se ocupa la organización DE-CIX Management GmbH,  con sede en Colonia, que depende íntegramente de la "eco - Verband der Internetwirtschaft e.V.", la mayor asociación europea para la industria de internet.

## Historia y evolución
DE-CIX fue fundado por tres ISP o proveedores de servicios de internet en 1995 que decidieron establecer un punto neutro en la parte trasera de un edificio de correos en el barrio Gutleutviertel de Fráncfort del Meno. En aquel momento el tráfico se intercambiaba en Estados Unidos.  El objetivo principal era mejorar la latencia para las conexiones en Alemania y reducir los costes de conectividad. 
En 1999 DE-CIX fue ampliado con un centro de datos nuevo de la empresa Interxion en Fráncfort del Meno. En 2012 la infraestructura técnica de DE-CIX tenía una topología en forma de estrella y coordinaba unos 19 centros informáticos  como e-shelter, Equinix, Level(3), ITENOS, Interxion, New Telco, Telecity Group o Telehouse.
Hasta el 2006, los conmutadores de Cisco daban soporte a una cartera de clientes en aumento y al crecimiento del tráfico de datos.  DE-CIX extendió su alcance gracias a nuevos centros de datos, introduciendo conmutadores  de redes Dell Force10 y Brocade así como ampliando la plataforma a más de 700 puertos de 10-Gibabits. Con el paso de los años, DE-CIX ha ido atrayendo redes del mundo entero, especialmente de Europa del Este, consiguiendo un aumento de tráfico de más del 100% por año.
Hoy en día DE-CIX se ocupa de gran parte del tráfico de intercambio de datos en Alemania. Es el segundo operador por la cantidad de proveedores de servicios de internet conectados  y el mayor punto de intercambio de internet a nivel mundial (datos de junio de 2017). DE-CIX supera los 100 clientes en Madrid en menos de un año. El DE-CIX Summit Madrid sucedió en noviembre de 2017.

## Servicios DE-CIX
Actualmente, la infraestructura de distribución de conmutadores permite el  intercambio de datos  o "Peering" a los proveedores de servicios de internet por una cuota mensual. La conexión de nuevos miembros es posible según se elija a través de Gigabit-Ethernet (0,2 Gbps), Gigabit-Ethernet, 10-Gigabit-Ethernet (2,5 Gbps), puertos 10-Gigabit-Ethernet o bien puertos 100-Gigabit-Ethernet. DE-CIX permite la interconexión de redes y el intercambio de datos en plataformas compartidas.  Los principales servicios que ofrece son:  Peering con GlobePEER, Blackholing, GlobePEER Remote, DirectCLOUD y MetroVLAN.